# Radiografía oclusal
La radiografía oclusal es una de las técnicas utilizadas en la toma de radiografías, La radiografía intrabucal es una técnica exploratoria consistente en la colocación, dentro de la boca, de placas radiográficas de diferente tamaño que son impresionadas, desde el exterior, por un aparato de rayos X. Las técnicas de radiografía intrabucal oclusal se denominan así porque la colocación y sujeción de la película se realizan en el plano oclusal, entre el maxilar y la mandíbula, dirigiéndose el haz de rayos desde arriba o desde abajo, de manera perpendicular u oblicua.

## Técnicas oclusales
Se utilizan como complemento de los procedimientos periapicales, para estudios más amplios de áreas óseas, fracturas alveolares, palatinas o del cuerpo mandibular, límites de lesiones quísticas o tumorales, dientes incluidos, cuerpos extraños o cálculos del conducto de Wharton. Normalmente se llevan a cabo con películas del tamaño número cuatro, aunque también se pueden utilizar las películas normales, del tamaño número dos, en la mandíbula para llevar a cabo el examen del tercer molar.

## Radiografía intrabucal oclusal en el maxilar
La posición de la cabeza será con una línea trago-ala de la nariz paralela al suelo. La placa se introducirá con la superficie granulada hacia la arcada superior. La proyección oclusal estricta, desde el vértex, no se utiliza, debido a la elevada dosis de radiación que recibe el paciente. La proyección estándar evita la superposición del frontal. El haz se centra en la raíz nasal a unos setenta y cinco grados en relación con el plano oclusal. La proyección oblicua superior se centra desde el puente de la nariz, con una angulación de más menos sesenta, sesenta y cinco grados. Se puede hacer la proyección oblicua desde un lado, colocando la película desplazada hacia la derecha o izquierda, y centrando el haz en la fosa canina con un ángulo de más sesenta y cinco grados.

## Radiografía intrabucal oclusal en la mandíbula
La cabeza estará hiper-extendida, de modo que el plano oclusal se sitúe lo más cerca posible del plano vertical. La superficie granulada se dirige en este caso hacia la arcada inferior. En la proyección para el arco mandibular completo se coloca la película transversalmente. El haz se centra debajo de la sínfilis en el punto medio a noventa grados con el plano oclusal. En la proyección antero-inferior para la región de los incisivos se centra desde la sínfilis, a ciento diez grados del plano oclusal. La proyección latero-inferior se obtiene desplazando la película hacia el lado derecho o izquierdo, con el eje longitudinal paralelo a la hemiarcada correspondiente. Se tiene que centrar desde el ángulo mandibular a noventa grados del plano oclusal.
Para el tercer molar inferior retenido se utiliza una placa oclusal colocada lo más posterior posible en el lado correspondiente y con el haz en una angulación de ciento diez grados en relación con el plano oclusal.

## Técnica de localización
La técnica radiográfica oclusal solamente es válida para la localización espacial de dientes retenidos o cuerpos extraños en aquellos casos en que se pueda efectuar una proyección ortogonal estricta, por lo que prácticamente se limita a algunos casos de la mandíbula.
Se utilizan fundamentalmente en dientes incluidos, restos radiculares, cuerpos extraños, líneas de fractura y en tratamientos endodóncicos. Se consigue efectuando al menos dos proyecciones con diferentes angulaciones y evaluando la diferencia en cuanto a la posición relativa de las diferentes estructuras observadas. De esta forma y habitualmente, además de la proyección ortorradial estricta se realiza otra desplazando el rayo central hacia mesial, proyección mesocéntrica, o hacia distal, proyección distoexcéntrica. Son las técnicas de desplazamiento, también conocidas como técnicas del objeto cambiante o técnica de Clark. También puede utilizarse un desplazamiento vertical de la dirección del haz de rayos.

## Perspectiva del diagnóstico por imagen
El gran apoyo que supone el diagnóstico por imagen, no solo en la consecución del mismo sino también aportando la posibilidad de efectuar controles intra-operatorios y posoperatorios, hace que sea obligado para el especialista el conocimiento de todas las técnicas posibles, estar al corriente de sus modificaciones y asimilar aquellas de nuevo desarrollo. A la vez que se desarrollan nuevas técnicas es evidente que las utilizadas actualmente, como la radiografía intrabucal oclusal, irán mejorando sus resultados de forma cada vez más rápida debido al avance espectacular que están experimentando la informática y sus aplicaciones.
El nuevo siglo se caracteriza por la sustitución de la radiología convencional por la radiología digital, lo que permitirá obtener, gracias al avance de los microprocesadores que utilizan los ordenadores, a la vez que se conseguirá disminuir en gran medida el impacto que tiene sobre los pacientes la radiación ionizante. El no menor espectacular desarrollo de los sistemas de comunicación introduce también cambios en este tipo de técnicas, ya que permite la interconexión inmediata entre diferentes puestos de un mismo departamento, entre diferentes departamentos o incluso entre lugares totalmente distantes, lo que facilita la realización de un diagnóstico por parte de diferentes profesionales o por especialistas de reconocido prestigio sobre un determinado tipo de patología. De igual manera, permite ganar en tiempo, ya que el especialista que la demanda, puede recibir la exploración de forma inmediata y directa en su puesto de trabajo.
En el futuro, la evolución de las exploraciones diagnósticas, se prevé tan rápida y compleja que cada profesional se verá obligado a una mayor especialización dentro de su área, lo que permitirá la realización de un diagnóstico multidisciplinario que favorecerá la realización de los tratamientos.